# سندرم مونچاوزن اینترنتی
سندرم مونچاوزن اینترنتی، (به انگلیسی: Münchausen by Internet) شکل جدیدی از اختلال سندرم مونچاوزن است، در این اختلال یک کاربر، در چت‌روم‌ها، وبلاگ‌ها یا پروفایل‌های شبکه‌های اجتماعی، با بیان علایم یک بیماری و سیر تشخیص و درمان آن و مبارزه خود با بیماری سعی در جلب توجه و برانگیختن حس ترحم دیگران می‌کند و گاهی از طریق این روش کسب درآمد یا شهرت اینترنتی می‌کند.
در سال ۲۰۰۰ برای نخستین بار  مارک فلدمن که استاد روانپزشکی دانشگاه آلاباما بود سندرم مونچاوزن اینترنتی را توصیف و نامگذاری کرد.